# Kim Thúy

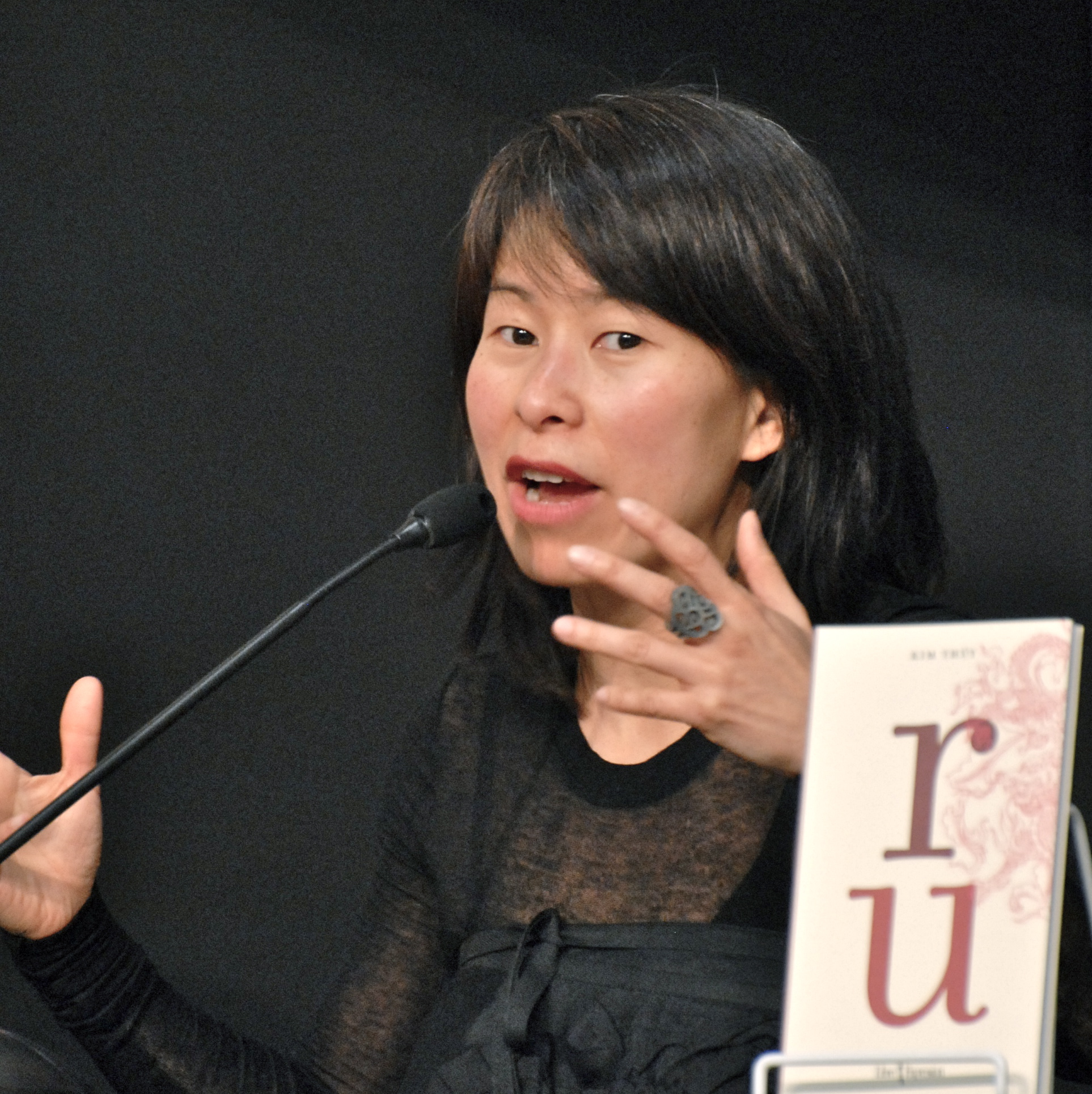
Tác giả Kim Thúy, 2011 bên cạnh cuốn Ru

Kim Thúy, tên thật là Nguyễn An Tịnh (sinh năm 1968) là một nhà văn người Canada gốc Việt. Cô đoạt giải văn học Pháp văn Prix du Gouverneur général của Canada năm 2010 với tác phẩm Ru.
Cô sinh ra tại Sài Gòn. Năm 1979 khi lên 10, cô cùng gia đình vượt biên bằng đường biển thoát sang Malaysia tị nạn rồi được định cư ở Canada. Hành trình của cô cũng là đề tài của cuốn tiểu thuyết Ru ngắn 140 trang bằng tiếng Pháp, xuất bản năm 2009. Năm 2010 tác phẩm này thắng giải văn học của Canada. Đây là tác phẩm văn học gây dấu ấn đáng kể cho cộng đồng người Canada gốc Việt trên văn đàn Canada. Tác giả cho rằng cuốn Ru cũng gây tranh luận tại Việt Nam vì nhắc đến đề tài thuyền nhân trốn chạy khỏi Việt Nam sau khi miền Bắc chiến thắng.
Ấn bản tiếng Anh ra mắt năm 2012 do Sheila Fischman chuyển ngữ. Phiên bản này được đề cử tranh giải Scotiabank Giller Prize 2012. Ngoài ra, cuốn tiểu thuyết này cũng được dịch ra tiếng Đức, Tây Ban Nha, Thụy Điển, và Ý.
Kim Thúy hiện sinh sống tại Longueuil, ngoại ô Montréal. Cô có bằng luật sư và ngữ học tại Université de Montréal.